# Martin Lundström
Bo Hilding Martin Lundström (ur. 30 maja 1918 w Tvärliden, zm. 30 czerwca 2016 w Umeå) – szwedzki biegacz narciarski, trzykrotny medalista olimpijski oraz złoty medalista mistrzostw świata.

## Kariera
Jego olimpijskim debiutem były igrzyska w Sankt Moritz w 1948 roku. Wspólnie z Nilsem Östenssonem, Gunnarem Erikssonem i Nilsem Täppem zdobył złoty medal w sztafecie 4 × 10 km. Na tych samych igrzyskach triumfował także w biegu na 18 km techniką klasyczną. Cztery lata później, podczas igrzysk olimpijskich w Oslo wraz z Sigurdem Anderssonem, Enarem Josefssonem i Nilsem Täppem wywalczył brązowy medal w sztafecie. Był to jego jedyny start na norweskich igrzyskach.
W 1950 roku wystartował na mistrzostwach świata w Lake Placid, gdzie Szwedzi w składzie: Nils Täpp, Karl-Erik Åström, Martin Lundström i Enar Josefsson zdobyli kolejny złoty medal w sztafecie. W indywidualnych startach zajął ósme miejsce w biegu na 18 km, a na dystansie 50 km stylem klasycznym był dziewiąty.
Ponadto Lundström był wielokrotnym medalistą mistrzostw kraju (6 mistrzostw Szwecji w biegach indywidualnych). Jedno z najbardziej wartościowych zwycięstw w karierze odniósł w 1948 roku w Holmenkollen, w biegu na 18 km.

## Osiągnięcia

### Igrzyska olimpijskie
| Miejsce | Dzień       | Rok  | Miejscowość  | Konkurencja             | Wynik     | Strata    | Zwycięzca |
| ------- | ----------- | ---- | ------------ | ----------------------- | --------- | --------- | --------- |
| 1.      | 31 stycznia | 1948 | Sankt Moritz | 18 km stylem klasycznym | 1:13:50 h | –         | –         |
| 1.      | 3 lutego    | 1948 | Sankt Moritz | Sztafeta 4 × 10 km      | 2:20:16 h | –         | –         |
| 3.      | 23 lutego   | 1952 | Oslo         | Sztafeta 4 × 10 km      | 2:20:16 h | +3:57 min | Finlandia |

### Mistrzostwa świata
| Miejsce | Dzień    | Rok  | Miejscowość | Konkurencja             | Czas biegu | Strata    | Zwycięzca        |
| ------- | -------- | ---- | ----------- | ----------------------- | ---------- | --------- | ---------------- |
| 8.      | 3 lutego | 1950 | Lake Placid | 18 km stylem klasycznym | 1:06:16 h  | +1:29 min | Karl-Erik Åström |
| 1.      | 5 lutego | 1950 | Lake Placid | Sztafeta 4 × 10 km      | 2:39:59 h  | –         | –                |
| 9.      | 6 lutego | 1950 | Lake Placid | 50 km stylem klasycznym | 2:59:05 h  | +7:25 min | Gunnar Eriksson  |